# Maryland Dove (1978)
Pour les articles homonymes, voir Dove.
Le Maryland Dove est une réplique du Dove, un navire de commerce anglais du début du XVIIe siècle, l'un des deux navires qui ont constitué la première expédition d'Angleterre vers la province du Maryland. Le Dove moderne a été conçu par l'architecte naval et historien naval William A. Baker (en).

## Maryland Dove
Lancé en 1978, le Maryland Dove  mesure 17 m de long sur le pont avec un déplacement de 42 tonnes. Ce trois-mâts a été construite par James B. Richardson dans un chantier naval près de Cambridge dans le comté de Dorchester. Son port d'attache est St. Mary's City. Le navire appartient à l'État du Maryland et est exploité et entretenu par l'Historic St. Mary's City Commission.

## Ark et Dove (originaux)

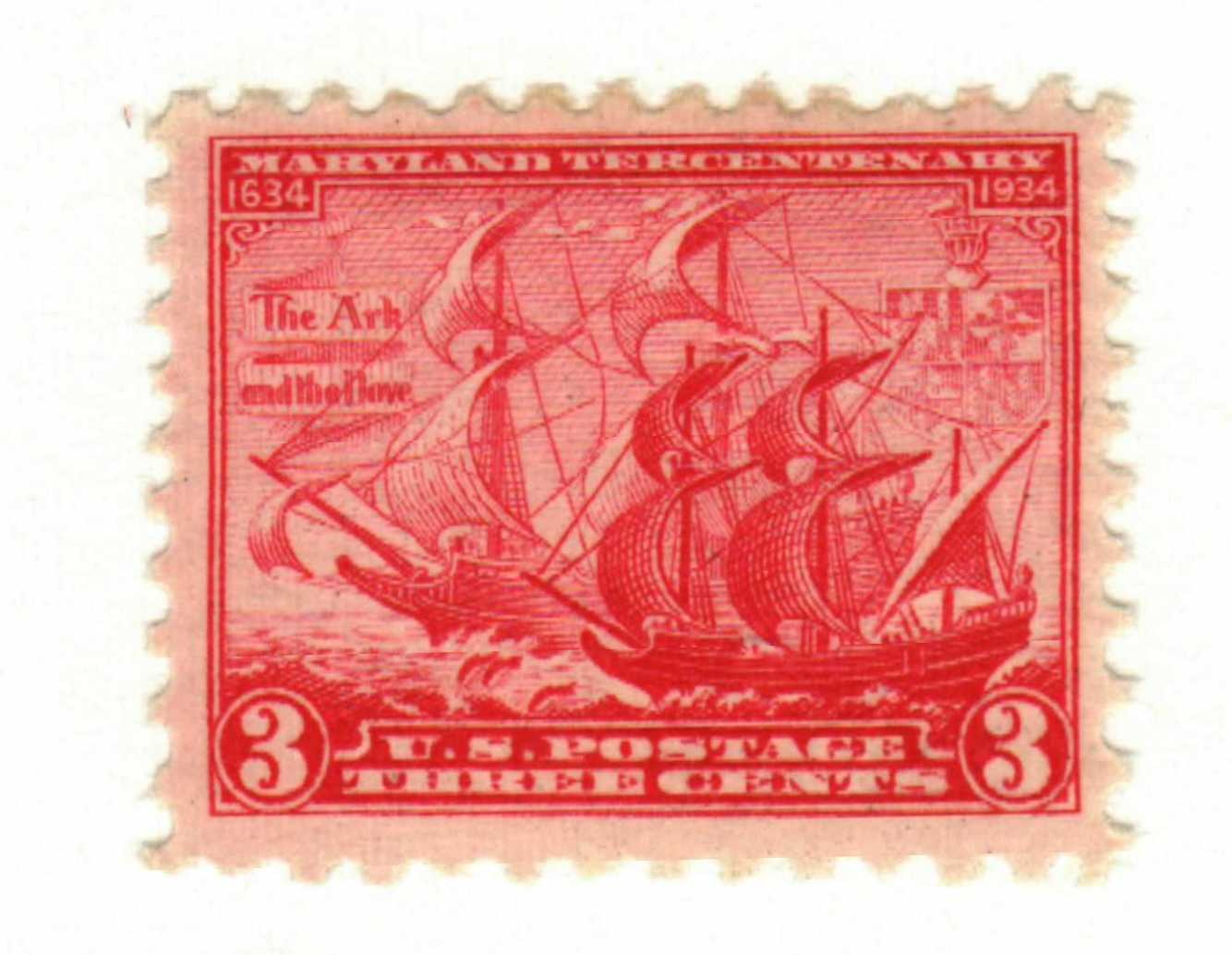
Ark et Dove, 1934 Maryland tricentenaire États-Unis timbre-poste

La première expédition d'Angleterre vers la colonie du Maryland a été entreprise par Cecilius Calvert , 2e baron de Baltimore, (1605-1675), et consistait en deux navires ayant appartenu à son père, George Calvert, 1er baron de Baltimore, (1579- 1632) : Ark et Dove. Les deux navires ont quitté Gravesend, dans le Kent au large de la Manche, avec 128 colons à bord et, après avoir été pourchassés et ramenés par la Royal Navy britannique afin que les colons en partance puissent prêter serment d'allégeance au roi d'Angleterre comme requis par la loi, a navigué en octobre 1633 pour l'île de Wight pour ramasser plus de colons.
Sur l'île de Wight, Dove et son plus grand navire jumeau Ark ont embarqué avec deux prêtres/aumôniers jésuites (Compagnie de Jésus) et près de deux cents autres colons avant de traverser l'Atlantique.
Les deux navires sont arrivés à Old Point Comfort à l'embouchure Hampton Roads, le 24 février 1634. Le 25 mars, ils ont débarqué à ce qui est maintenant St. Mary's City.

## Dans la culture populaire
Maryland Dove a été largement utilisé pour représenter le Mayflower dans le film télévisé de 1979 Mayflower: The Pilgrims' Adventure (en) avec Anthony Hopkins dans le rôle du capitaine Jones ainsi que Richard Crenna et Jenny Agutter.

## Construction d'un nouveau Maryland Dove
Le Chesapeake Bay Maritime Museum a mis en chantier , en 2019, la construction d'une nouvelle réplique du Dove pour un lancement prévu en 2021 ,